# Box-office France 1953
Cet article traite du box-office de 1953 en France.

## Les films de plus de deux millions d'entrées
| Classement | Titre                                 | Pays            | Réalisateur                                       | Box-office France |
| ---------- | ------------------------------------- | --------------- | ------------------------------------------------- | ----------------- |
| 1.         | Sous le plus grand chapiteau du monde |                 | Cecil B. DeMille                                  | 9 488 114 entrées |
| 2.         | Le Retour de don Camillo              |                 | Julien Duvivier                                   | 7 425 550 entrées |
| 3.         | Peter Pan                             |                 | Clyde Geronimi / Wilfred Jackson / Hamilton Luske | 7 255 475 entrées |
| 4.         | Le Salaire de la peur                 |                 | Henri-Georges Clouzot                             | 6 944 306 entrées |
| 5.         | Quo Vadis                             |                 | Mervyn LeRoy                                      | 6 305 593 entrées |
| 6.         | Les Trois Mousquetaires               |                 | André Hunebelle                                   | 5 354 839 entrées |
| 7.         | Les Vacances de monsieur Hulot        |                 | Jacques Tati                                      | 5 071 920 entrées |
| 8.         | La Belle de Cadix                     |                 | Raymond Bernard / Eusebio Fernández Ardavín       | 4 328 273 entrées |
| 9.         | Manon des sources                     |                 | Marcel Pagnol                                     | 4 278 533 entrées |
| 10.        | Moulin Rouge                          |                 | John Huston                                       | 4 081 691 entrées |
| 11.        | La Môme vert-de-gris                  |                 | Bernard Borderie                                  | 3 846 158 entrées |
| 12.        | La Tunique                            |                 | Henry Koster                                      | 3 819 355 entrées |
| 13.        | Le Corsaire rouge                     |                 | Robert Siodmak                                    | 3 766 373 entrées |
| 14.        | Le Boulanger de Valorgue              |                 | Henri Verneuil                                    | 3 727 977 entrées |
| 15.        | Cet homme est dangereux               |                 | Jean Sacha                                        | 3 643 736 entrées |
| 16.        | Lucrèce Borgia                        |                 | Christian-Jaque                                   | 3 632 139 entrées |
| 17.        | Les Enfants de l'amour                |                 | Léonide Moguy                                     | 3 609 027 entrées |
| 18.        | L'Homme des vallées perdues           |                 | George Stevens                                    | 3 551 086 entrées |
| 19.        | Les Compagnes de la nuit              |                 | Ralph Habib                                       | 3 307 827 entrées |
| 20.        | Salomé                                |                 | William Dieterle                                  | 3 047 090 entrées |
| 21.        | Alerte au Sud                         |                 | Jean Devaivre                                     | 2 954 185 entrées |
| 22.        | L'Auberge du Cheval-Blanc             |                 | Willi Forst                                       | 2 939 707 entrées |
| 23.        | Un caprice de Caroline chérie         |                 | Jean Devaivre                                     | 2 836 858 entrées |
| 24.        | Les Orgueilleux                       |                 | Yves Allégret                                     | 2 805 061 entrées |
| 25.        | La Route du bonheur                   |                 | Maurice Labro / Giorgio Simonelli                 | 2 712 791 entrées |
| 26.        | Stalag 17                             |                 | Billy Wilder                                      | 2 709 331 entrées |
| 27.        | La Dame aux camélias                  |                 | Raymond Bernard                                   | 2 611 365 entrées |
| 28.        | Le Pays du sourire                    |                 | Hans Deppe / Erik Ode                             | 2 592 229 entrées |
| 29.        | Les Neiges du Kilimandjaro            |                 | Henry King                                        | 2 541 458 entrées |
| 30.        | Dortoir des grandes                   |                 | Henri Decoin                                      | 2 538 013 entrées |
| 31.        | Le grand cirque de Moscou             |                 | Leonid Varlamov                                   | 2 507 625 entrées |
| 32.        | Le Prisonnier de Zenda                |                 | Richard Thorpe                                    | 2 415 938 entrées |
| 33.        | Thérèse Raquin                        |                 | Marcel Carné                                      | 2 364 260 entrées |
| 34.        | La Loi du silence                     |                 | Alfred Hitchcock                                  | 2 360 402 entrées |
| 35.        | La Pocharde                           |                 | Georges Combret                                   | 2 350 637 entrées |
| 36.        | La Veuve joyeuse                      |                 | Curtis Bernhardt                                  | 2 304 336 entrées |
| 37.        | Lili                                  | Charles Walters | 2 282 374 entrées                                 |                   |
| 38.        | Virgile                               |                 | Carlo Rim                                         | 2 234 484 entrées |
| 39.        | Julietta                              | Marc Allégret   | 2 178 361 entrées                                 |                   |
| 40.        | Lettre ouverte                        | Alex Joffé      | 2 172 517 entrées                                 |                   |
| 41.        | Le monde lui appartient               |                 | Raoul Walsh                                       | 2 162 053 entrées |
| 42.        | Carnaval                              |                 | Henri Verneuil                                    | 2 121 032 entrées |
| 43.        | Kœnigsmark                            | Solange Térac   | 2 119 107 entrées                                 |                   |
| 44.        | La Mission du commandant Lex          |                 | André de Toth                                     | 2 077 849 entrées |
| 45.        | Une reine est couronnée               |                 | Christopher Fry                                   | 2 038 462 entrées |

## Box-office par semaine
| #  | Semaine                           | Film no 1                             | Pays            | Entrées         |
| -- | --------------------------------- | ------------------------------------- | --------------- | --------------- |
| 1  | au 6 janvier 1953                 | Ivanhoé                               |                 | 394 223 entrées |
| 2  | 7 janvier au 13 janvier 1953      | Le Petit Monde de don Camillo         |                 | 241 241 entrées |
| 3  | 14 janvier au 20 janvier 1953     | Le Petit Monde de don Camillo         | 210 738 entrées |                 |
| 4  | 21 janvier au 27 janvier 1953     | Le Petit Monde de don Camillo         | 186 441 entrées |                 |
| 5  | 28 janvier au 3 février 1953      | Le Petit Monde de don Camillo         | 174 925 entrées |                 |
| 6  | 4 février au 10 février 1953      | Violettes impériales                  |                 | 158 145 entrées |
| 7  | 11 février au 17 février 1953     | Violettes impériales                  | 140 326 entrées |                 |
| 8  | 18 février au 24 février 1953     | Violettes impériales                  | 264 595 entrées |                 |
| 9  | 25 février au 3 mars 1953         | Violettes impériales                  | 253 074 entrées |                 |
| 10 | 4 mars au 10 mars 1953            | Violettes impériales                  | 254 240 entrées |                 |
| 11 | 1er mars au 17 mars 1953          | Le Boulanger de Valorgue              |                 | 298 633 entrées |
| 12 | 18 mars au 24 mars 1953           | Le Boulanger de Valorgue              | 250 019 entrées |                 |
| 13 | 25 mars au 31 mars 1953           | Un caprice de Caroline chérie         |                 | 227 681 entrées |
| 14 | 1er avril au 7 avril 1953         | Le Boulanger de Valorgue              |                 | 288 740 entrées |
| 15 | 8 avril au 14 avril 1953          | Les Belles de nuit                    | 211 803 entrées |                 |
| 16 | 15 avril au 21 avril 1953         | Manon des sources                     |                 | 175 193 entrées |
| 17 | 22 avril au 28 avril 1953         | Le Boulanger de Valorgue              |                 | 178 303 entrées |
| 18 | 29 avril au 5 mai 1953            | Le Boulanger de Valorgue              | 231 911 entrées |                 |
| 19 | 6 mai au 12 mai 1953              | Le Salaire de la peur                 | 436 962 entrées |                 |
| 20 | 13 mai au 19 mai 1953             | Le Salaire de la peur                 | 353 695 entrées |                 |
| 21 | 20 mai au 26 mai 1953             | Le Salaire de la peur                 | 163 111 entrées |                 |
| 22 | 27 mai au 2 juin 1953             | Le Boulanger de Valorgue              | 198 692 entrées |                 |
| 23 | 3 juin au 9 juin 1953             | Le Retour de don Camillo              | 116 355 entrées |                 |
| 24 | 10 juin au 16 juin 1953           | Une reine est couronnée               |                 | 421 104 entrées |
| 25 | 17 juin au 23 juin 1953           | Une reine est couronnée               | 373 144 entrées |                 |
| 26 | 24 juin au 30 juin 1953           | Une reine est couronnée               | 318 838 entrées |                 |
| 27 | 1er juillet au 7 juillet 1953     | Une reine est couronnée               | 186 403 entrées |                 |
| 28 | 8 juillet au 14 juillet 1953      | Une reine est couronnée               | 149 106 entrées |                 |
| 29 | 15 juillet au 21 juillet 1953     | Une reine est couronnée               | 103 411 entrées |                 |
| 30 | 22 juillet au 28 juillet 1953     | Le Retour de don Camillo              |                 | 66 323 entrées  |
| 31 | 29 juillet au 4 août 1953         | Une reine est couronnée               |                 | 69 247 entrées  |
| 32 | 5 août au 11 août 1953            | Une reine est couronnée               | 77 206 entrées  |                 |
| 33 | 12 août au 18 août 1953           | Le Petit Monde de don Camillo         |                 | 60 519 entrées  |
| 34 | 19 août au 25 août 1953           | Le Petit Monde de don Camillo         | 87 999 entrées  |                 |
| 35 | 26 août au 1er septembre 1953     | Salomé                                |                 | 94 388 entrées  |
| 36 | 2 septembre au 8 septembre 1953   | Salomé                                | 92 027 entrées  |                 |
| 37 | 9 septembre au 15 septembre 1953  | Lettre ouverte                        |                 | 125 964 entrées |
| 38 | 16 septembre au 22 septembre 1953 | Le Retour de don Camillo              |                 | 149 450 entrées |
| 39 | 23 septembre au 29 septembre 1953 | Le Retour de don Camillo              | 261 873 entrées |                 |
| 40 | 30 septembre au 6 octobre 1953    | Le Retour de don Camillo              | 527 092 entrées |                 |
| 41 | 7 octobre au 13 octobre 1953      | Le Retour de don Camillo              | 403 538 entrées |                 |
| 42 | 14 octobre au 20 octobre 1953     | Le Retour de don Camillo              | 396 049 entrées |                 |
| 43 | 21 octobre au 27 octobre 1953     | Le Retour de don Camillo              | 379 886 entrées |                 |
| 44 | 28 octobre au 3 novembre 1953     | Le Retour de don Camillo              | 282 226 entrées |                 |
| 45 | 4 novembre au 10 novembre 1953    | Sous le plus grand chapiteau du monde |                 | 188 149 entrées |
| 46 | 11 novembre au 17 novembre 1953   | Les Trois Mousquetaires               |                 | 338 635 entrées |
| 47 | 18 novembre au 24 novembre 1953   | Le Retour de don Camillo              | 231 510 entrées |                 |
| 48 | 25 novembre au 1er décembre 1953  | Le Retour de don Camillo              | 205 996 entrées |                 |
| 49 | 2 décembre au 8 décembre 1953     | Le Retour de don Camillo              | 165 536 entrées |                 |
| 50 | 9 décembre au 15 décembre 1953    | Le Retour de don Camillo              | 156 197 entrées |                 |
| 51 | 16 décembre au 22 décembre 1953   | Madame de...                          | 143 172 entrées |                 |
| 52 | 23 décembre au 29 décembre 1953   | La Belle de Cadix                     |                 | 523 086 entrées |